# Israël op de Olympische Zomerspelen 1960
Israël nam deel aan de Olympische Zomerspelen 1960 in Rome, Italië. Ook tijdens de derde deelname won het land geen enkele medaille.
Tot de Israëlische ploeg van 1960 behoorden onder meer de volgende atleten:

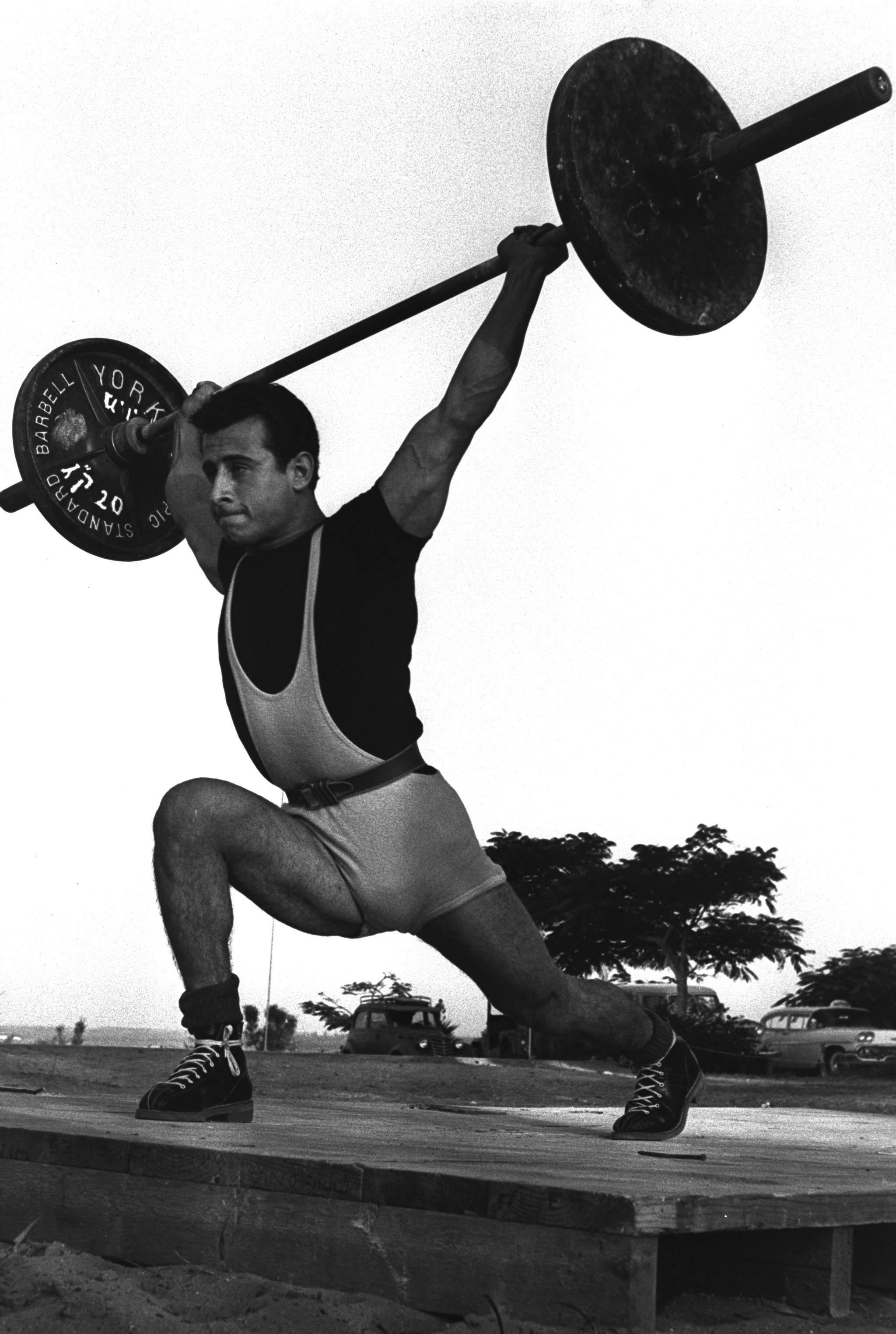
Gewichtheffer Edouardo Maron
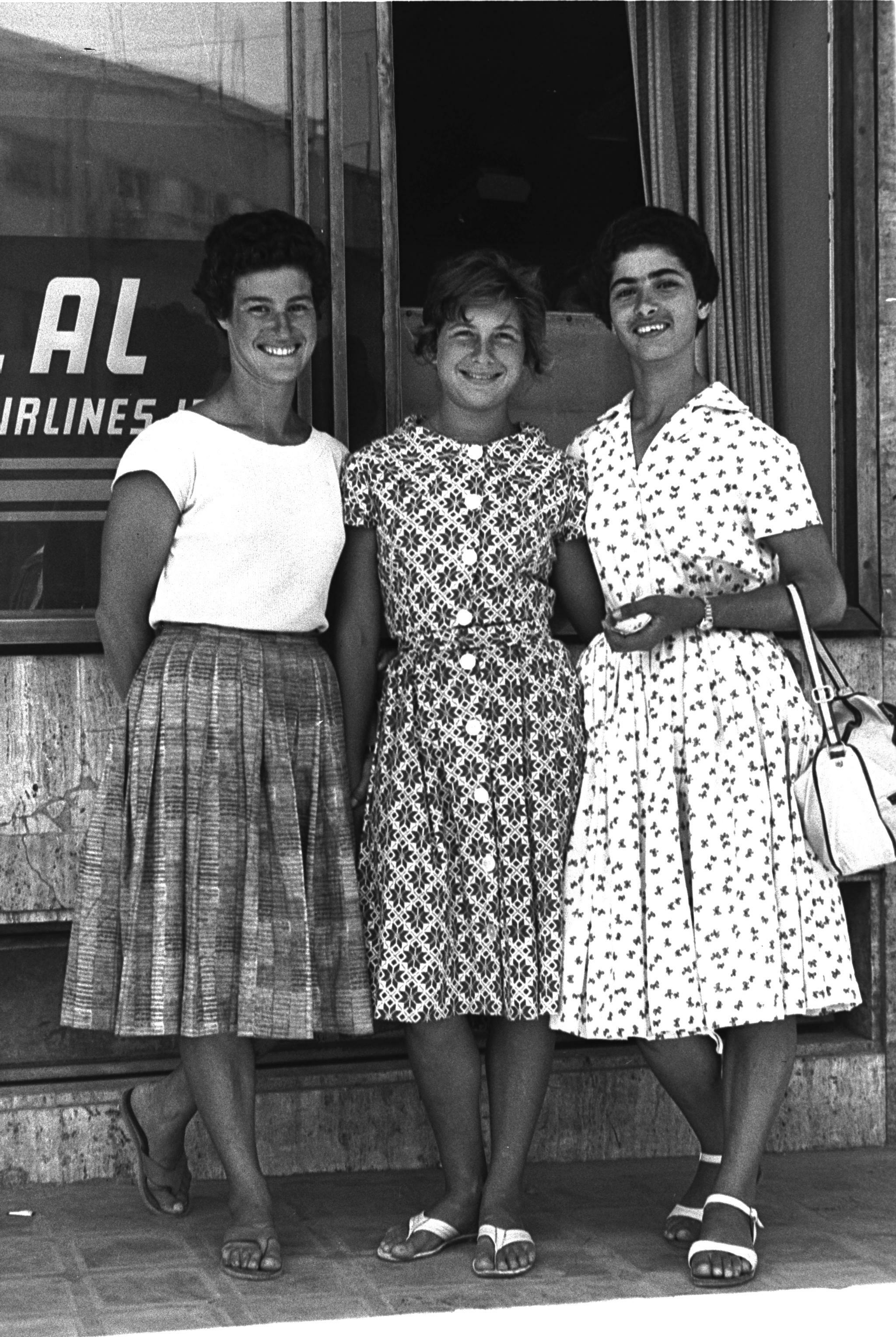
Vrouwen in de Israëlische ploeg van 1960
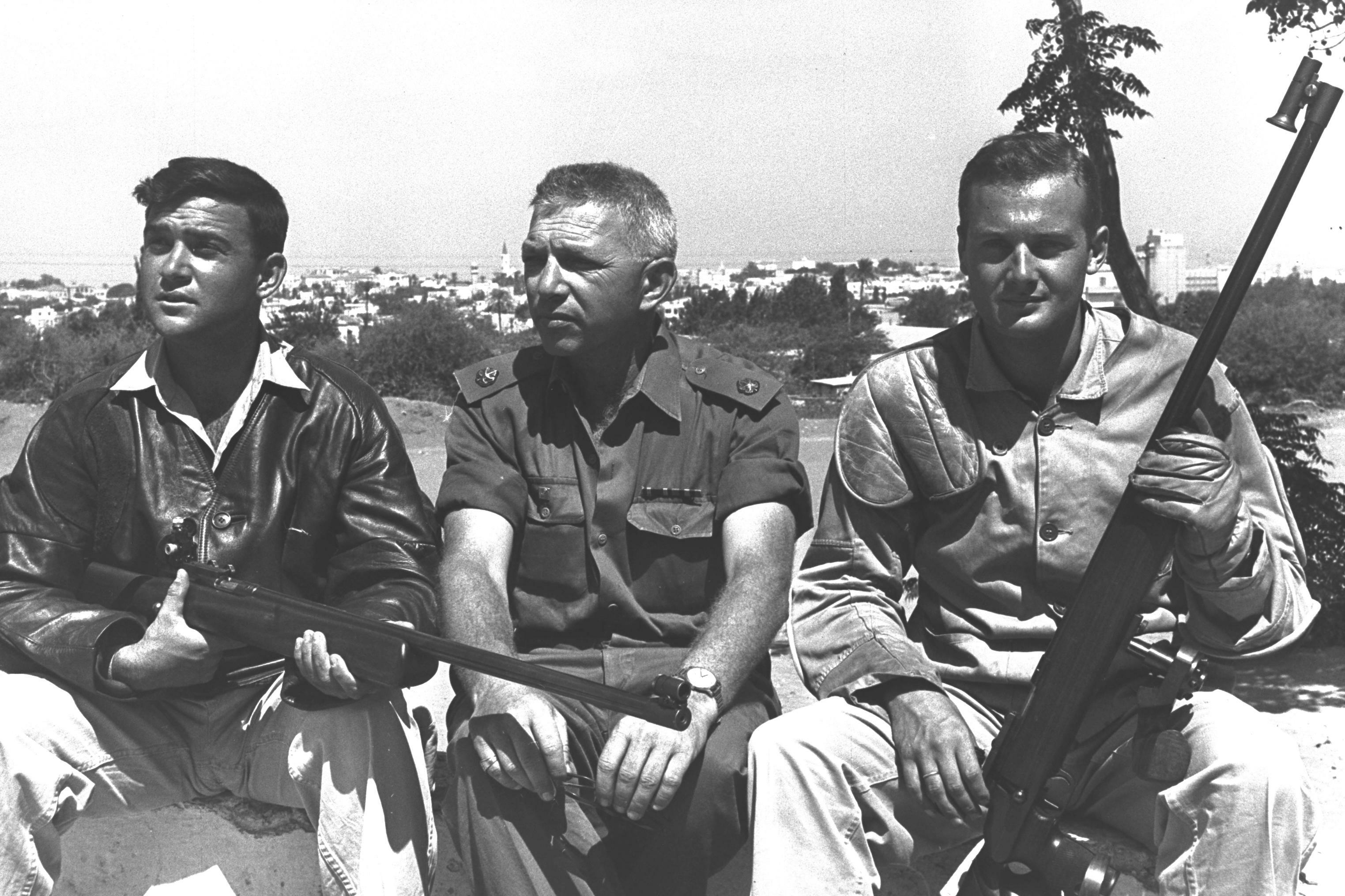
Atleten die uitkomen in de schietsport

## Deelnemers en resultaten
(m) = mannen, (v) = vrouwen 

### Atletiek
| Olympiër        | Onderdeel       | Resultaat | Prestatie                      |
| --------------- | --------------- | --------- | ------------------------------ |
| Yair Pantilat   | 100m (m)        | 46e       | serie 1: 6de in 11,1           |
| Yair Pantilat   | 200m (m)        | 32e       | serie 9: 4de in 21,8           |
| Yair Pantilat   | 400m (m)        | 38e       | serie 9: 6de in 48,9           |
| Yair Pantilat   | 800m (m)        | 43e       | serie 1: 5de in 1.54,86        |
| Yair Pantilat   | 1500m (m)       | 34e       | serie 3: 12de in 4.00,14       |
| David Kushnir   | verspringen (m) | 25e       | kwalificatie: 25ste met 7,20m  |
| Gideon Ariel    | kogelstoten (m) | 21e       | kwalificatie: 21ste met 14,65m |
| Baruch Feinberg | speerwerpen (m) | 24e       | kwalificatie: 24ste met 68,24m |
|                 |                 |           |                                |
| Ilana Adir      | 100m (v)        | 29e       | serie 5: 6de in 13,04          |
| Ilana Karaszyk  | 200m (v)        | 28e       | serie 2: 5de in 26,69          |
| Ilana Karaszyk  | verspringen (v) | 28e       | kwalificatie: 28ste met 5,08m  |
| Ayala Hetzroni  | verspringen (v) | 17e       | kwalificatie: 17de met 12,59m  |

### Gewichtheffen
| Olympiër     | Onderdeel | Resultaat | Prestatie |
| ------------ | --------- | --------- | --------- |
| Eduard Meron | -56kg (m) | 18e       | 270kg     |
| Gezi Cohen   | -60kg (m) | 19e       | 285kg     |

### Schermen
| Olympiër         | Onderdeel | Resultaat | Prestatie                                   |
| ---------------- | --------- | --------- | ------------------------------------------- |
| Michael Ron      | sabel (m) | 49e       | 1ste ronde groep I: 5de met 1 overwinning   |
| David van Gelder | sabel (m) | 61e       | 1ste ronde groep L: 6de met 0 overwinningen |

### Schietsport
| Olympiër       | Onderdeel                  | Resultaat | Prestatie                                                                                            |
| -------------- | -------------------------- | --------- | --- |
| Hannan Crystal | 50m geweer 3 houdingen (m) | 48e       | kwalificatie groep 1: 26ste met 532 punten (191-161-174) finale: 48ste met 1087 punten (388-356-343) |
| Rafael Peles   | 50m geweer 3 houdingen (m) | 50e       | kwalificatie groep 2: 20ste met 541 punten (194-180-167) finale: 50ste met 1084 punten (388-370-326) |
| Hannan Crystal | 50m geweer liggend (m)     | 71e       | kwalificatie groep 2: 34ste met 375 punten (91-95-95-94)                                             |
| Rafael Peles   | 50m geweer liggend (m)     | 57e       | kwalificatie groep 1: 32ste met 378 punten (93-98-93-94)                                             |

### Turnen
| Olympiër         | Onderdeel                | Resultaat | Prestatie     |
| ---------------- | ------------------------ | --------- | ------------- |
| Ruth Abeles      | meerkamp individueel (v) | 93e       | 66,264 punten |
| Ralli Ben-Yehuda | meerkamp individueel (v) | 81e       | 68,184 punten |
| Miriam Kara      | meerkamp individueel (v) | 86e       | 67,165 punten |

### Wielersport
| Olympiër         | Onderdeel        | Resultaat | Prestatie      |
| Weg              | Weg              | Weg       | Weg            |
| ---------------- | ---------------- | --------- | -------------- |
| Itzhak Ben David | wegwedstrijd (m) | DNF       | niet gefinisht |
| Henry Ohayon     | wegwedstrijd (m) | 39e       |                |

### Zwemmen
| Olympiër                                                | Onderdeel             | Resultaat | Prestatie               |
| ------------------------------------------------------- | --------------------- | --------- | ----------------------- |
| Itzhak Luria                                            | 100m vrije slag (m)   | 42e       | serie 7: 8ste in 1.00,9 |
| Amiram Trauber                                          | 100m vrije slag (m)   | 35e       | serie 4: 5de in 59,7    |
| Amiram Trauber                                          | 400m vrije slag (m)   | 36e       | serie 4: 6de in 4.58,6  |
| Joram Shnider                                           | 100m rugslag (m)      | 33e       | serie 2: 7de in 1.11,1  |
| Gershon Shefa                                           | 200m schoolslag (m)   | 28e       | serie 6: 6de in 2.51,7  |
| Joram Shnider Gershon Shefa Itzhak Luria Amiram Trauber | 4x100m wisselslag (m) | 17e       | serie 1: 6de in 4.37,6  |

Afghanistan · Argentinië · Australië · Bahama's · België · Bermuda · Birma · Brazilië · Brits-Guiana · Bulgarije · Canada · Ceylon · Chili · Colombia · Cuba · Denemarken · Duits eenheidsteam · Ethiopië · Fiji · Filipijnen · Finland · Frankrijk · Ghana · Griekenland · Groot-Brittannië · Haïti · Hongarije · Hongkong · Ierland · IJsland · India · Indonesië · Irak · Iran · Israël · Italië · Japan · Joegoslavië · Kenia · Libanon · Liberia · Liechtenstein · Luxemburg · Malakka · Malta · Marokko · Mexico · Monaco · Nederland · Nederlandse Antillen · Nieuw-Zeeland · Nigeria · Noorwegen · Oeganda · Oostenrijk · Pakistan · Panama · Peru · Polen · Portugal · Puerto Rico · Roemenië · San Marino · Singapore · Soedan · Sovjet-Unie · Spanje · Suriname · Taiwan · Thailand · Tsjecho-Slowakije · Tunesië · Turkije · Uruguay · Venezuela · Verenigde Arabische Republiek · Verenigde Staten · Vietnam · West-Indische Federatie · Zuid-Afrika · Zuid-Korea · Zuid-Rhodesië · Zweden · Zwitserland